# Akkoord van Chasavjoert
Het Akkoord van Chasavjoert (Tsjetsjeens: Хаси-Эвлан Барт, Russisch: Хасавюртовские соглашения) was een overeenkomst die het einde van de Eerste Tsjetsjeense Oorlog markeerde. Het werd op 30 augustus 1996 getekend in Chasavjoert in Dagestan door Aleksandr Lebed en Sergej Charlamov aan de Russische kant, en Aslan Maschadov en Said-Chasan Aboemoeslimov aan de Tsjetsjeense kant.
Het tekenen van het Akkoord van Chasavjoert vond plaats na het ingaan van een formele wapenstilstand, die door de Russische generaal Lebed en de Tsjetsjeense generaal Maschadov werd getekend op 22 augustus 1996 in Novye Atagi. De praktische zaken van de demilitarisatie van de Tsjetsjeense hoofdstad Grozny werd middels het akkoord geregeld, met het opzetten van een gezamenlijk hoofdkwartier om plunderingen in de stad te voorkomen. Rusland zou alle militaire strijdkrachten terugtrekken uit Tsjetsjenië voor 31 december 1996. Een besluit over de vorm van diplomatieke betrekkingen tussen de Russische Federatie en Itsjkerië zou volgens de overeenkomst niet formeel gemaakt hoeven te worden voor 2001.
Op 12 mei 1997 tekenden de Russische en Tsjetsjeense presidenten, Boris Jeltsin en Aslan Maschadov, de definitieve versie van de overeenkomst in het Kremlin.